# 7 г. пр.н.е.
7 (седма) година преди новата ера (пр.н.е.) е обикновена година, започваща в събота или обикновена година, започваща в неделя по юлианския календар.

## Събития

### В Римската империя
- Консули на Римската империя са Тиберий Клавдий Нерон (II път) и Гней Калпурний Пизон.
- Тиберий е удостоен с триумф за службата си в Германия.[1] Церемонията включва освещаване и откриване на завършения Портик на Ливия.[2]
- Пожар засяга сериозно части от Рим, включително Римския форум.[3][1]
- Император Август спонсорира и провежда заедно с Гай и Луций Цезар гладиаторски игри по случай петата годишнина от смъртта на Марк Агрипа.[4] Събитието също отбелязва завършването на строителството и официалното откриване на започнатия от Агрипа Дирибиторий.[5]
- Август реорганизира административното деление на Рим и създава 14 нови региона включващи 265 квартала (vici).[3][1] Реорганизацията е придружена със създаването на седем специализирани противопожарни бригади (Cohortes Vigilum), всяка от които отговаря за два региона.[6]
- Започва публикуването на „Римски древности“ с автор Дионисий Халикарнаски.[7]

#### в Юдея
- Ирод Велики, със съгласието на император Август, изправя синовете си Аристобул IV и Александър пред съд за измяна, обвинение за което двамата са наказани със смърт чрез удушаване.[8]

### В Азия
- След смъртта на император Чен Ди на трона в Китай се възкачва император Ай Ди.[9]

## Починали
- Александър, юдейски принц и син на Ирод Велики
- Аристобул IV, юдейски принц и син на Ирод Велики
- Дионисий Халикарнаски, гръко-римски историк и писател[notes 1][10]
- Чен Ди, император на Китай